# Studentjeskaja
Studentjeskaja station (ryska: Студенческая), är en tunnelbanestation på Filjovskajalinjen i Moskvas tunnelbana.
Stationen är belägen utomhus, väster om Kijevskij-järnvägsstationen, mitt emellan järnvägsspåren och Kijevskaja ulitsa (Kievgatan). Stationen ligger nedsänkt, ungefär en våning under gatuplan.
Studentjeskaja är, liksom de två snarlika stationerna västerut på linjen, ritad av arkitekterna Robert Pogrebnoj och Jurij Zenkevitj. Stationen invigdes den 7 november 1958.